# 圣保洛迪耶西
圣保洛迪耶西（義大利語：San Paolo di Jesi），是意大利安科纳省的一个市镇。总面积10.07平方公里，人口924人，人口密度91.8人/平方公里（2009年）。ISTAT代码为042042。